# Bruno Marcelić
Bruno Marcelić je bio hrvatski košarkaš i košarkaški trener. Igrao je od sredine 1960-ih do sredine 1970-ih.

## Klupska karijera
Sa Zadrom je 1974/.75. došao do polufinala Kupa europskih prvaka. S njim su igrali: Krešimir Ćosić, Josip Đerđa, Doug Richards, Nedjeljko Oštarčević, Čedomir Perinčić, Branko Skroče, Zdravko Jerak, Tomislav Matulović, a vodio ih je Lucijan Valčić.

## Trenerska karijera
Trenirao je Zadar sredinom 1980-ih.